# Macerata opera festival
Il Macerata Opera Festival è una delle più importanti rappresentazioni liriche Italiane che si svolgono allo Sferisterio di Macerata.
Dopo le prime trionfali edizioni del 1921 e 1922,la manifestazione subisce un arresto a causa delle guerre.
La manifestazione tornerà soltanto nel 1967, anno nel quale spiccò definitivamente l'ascesa.
Nel 2014 viene celebrata la 50ª stagione.

## Le opere principali (1921-2023)
Nella tabella vengono riportate le tre principali opere in programma nelle verie edizioni, sono quindi esclusi balletti, eventi di gala e altri eventi.
| Anno                          | Ed. | 1° opera                 | 2° opera                | 3° opera                         | Tema                          | Direttore Artistico |
| ----------------------------- | --- | ------------------------ | ----------------------- | -------------------------------- | ----------------------------- | ------------------- |
| 1921                          | 1°  | Aida                     | Nessuna                 | Nessuna                          | Nessuno                       |                     |
| 1922                          | 2°  | La Gioconda              | Nessuna                 | Nessuna                          | Nessuno                       |                     |
| Nessuna edizione fino al 1967 |     |                          |                         |                                  |                               |                     |
| 1967                          | 3°  | Otello                   | Madama Butterfly        | Nessuna                          | Nessuno                       | Carlo Perucci       |
| 1968                          | 4°  | Carmen                   | Tosca                   | Nessuna                          | Nessuno                       | Carlo Perucci       |
| 1969                          | 5°  | Aida                     | Cavalleria rusticana    | La giara                         | Nessuno                       | Carlo Perucci       |
| 1970                          | 6°  | Turandot                 | La traviata             | Andrea Chénier                   | Nessuno                       | Carlo Perucci       |
| 1971                          | 7°  | Lucia di Lammermoor      | La bohème               | Il trovatore                     | Nessuno                       | Carlo Perucci       |
| 1972                          | 8°  | Mefistofele              | Madama Butterfly        | La Gioconda                      | Nessuno                       | Carlo Perucci       |
| 1973                          | 9°  | Aida                     | Tosca                   | Nessuna                          | Nessuno                       | Carlo Perucci       |
| 1974                          | 10° | Carmen                   | Rigoletto               | Nessuna                          | Nessuno                       | Carlo Perucci       |
| 1975                          | 11° | Un ballo in maschera     | Lucia di Lammermoor     | Rigoletto                        | Nessuno                       | Carlo Perucci       |
| 1976                          | 12° | Falstaff                 | Aida                    | La traviata                      | Nessuno                       | Carlo Perucci       |
| 1977                          | 13° | La bohème                | Il trovatore            | Assassinio nella cattedrale      | Nessuno                       | Carlo Perucci       |
| 1978                          | 14° | Simon Boccanegra         | Madama Butterfly        | La traviata                      | Nessuno                       | Carlo Perucci       |
| 1979                          | 15° | Tosca                    | Norma                   | Carmen                           | Nessuno                       | Carlo Perucci       |
| 1980                          | 16° | Otello                   | Rigoletto               | Il barbiere di Siviglia          | Nessuno                       | Carlo Perucci       |
| 1981                          | 17° | Il flauto magico         | Nabucco                 | Cavalleria rusticana & Pagliacci | Nessuno                       | Carlo Perucci       |
| 1982                          | 18° | Norma                    | La bohème               | Carmen                           | Nessuno                       | Carlo Perucci       |
| 1983                          | 19° | Tosca                    | Don Carlo               | Nessuna                          | Nessuno                       | Carlo Perucci       |
| 1984                          | 20° | La bohème                | Il barbiere di Siviglia | La traviata                      | Nessuno                       | Carlo Perucci       |
| 1985                          | 21° | Rigoletto                | Aida                    | Lucia di Lammermoor              | Nessuno                       | Carlo Perucci       |
| 1986                          | 22° | Turandot                 | Il trovatore            | Cavalleria rusticana & Pagliacci | Nessuno                       | Carlo Perucci       |
| 1987                          | 23° | Manon Lescaut            | La traviata             | Nessuna                          | Nessuno                       | Marcello Abbado     |
| 1988                          | 24° | Macbeth                  | Carmen                  | Tosca                            | Nessuno                       | Marcello Abbado     |
| 1989                          | 25° | Aida                     | La gatta Cenerentola    | Nessuna                          | Nessuno                       | Italo Gomez         |
| 1990                          | 26° | Il trovatore             | La bohème               | Così fan tutte                   | Nessuno                       | Italo Gomez         |
| 1991                          | 27° | Don Giovanni             | Don Pasquale            | Madama Butterfly                 | Nessuno                       | Italo Gomez         |
| 1992                          | 28° | La traviata              | La sonnambula           | L'occasione fa il ladro          | Nessuno                       | Claudio Orazi       |
| 1993                          | 29° | Rigoletto                | Lucia di Lammermoor     | Le nozze di Figaro               | Nessuno                       | Claudio Orazi       |
| 1994                          | 30° | Carmen                   | La bohème               | L'elisir d'amore                 | Nessuno                       | Claudio Orazi       |
| 1995                          | 31° | Samson et Dalila         | Il barbiere di Siviglia | Tosca                            | Nessuno                       | Claudio Orazi       |
| 1996                          | 32° | Turandot                 | La traviata             | Attila                           | Nessuno                       | Claudio Orazi       |
| 1997                          | 33° | Faust                    | Nabucco                 | Lucia di Lammermoor              | Nessuno                       | Claudio Orazi       |
| 1998                          | 34° | Turandot                 | Falstaff                | Carmen                           | Nessuno                       | Claudio Orazi       |
| 1999                          | 35° | Otello                   | Madama Butterfly        | La traviata                      | Nessuno                       | Claudio Orazi       |
| 2000                          | 36° | Aida                     | La bohème               | Carmen                           | Nessuno                       | Claudio Orazi       |
| 2001                          | 37° | Norma                    | Aida                    | Tosca                            | Nessuno                       | Claudio Orazi       |
| 2002                          | 38° | Rigoletto                | L'elisir d'amore        | Carmen                           | Nessuno                       | Claudio Orazi       |
| 2003                          | 39° | La traviata              | Lucia di Lammermoor     | Cavalleria rusticana & Pagliacci | Nessuno                       | Katia Ricciarelli   |
| 2004                          | 40° | Les contes d'Hoffmann    | Francesca da Rimini     | Simon Boccanegra                 | Nessuno                       | Katia Ricciarelli   |
| 2005                          | 41° | Don Carlo                | Andrea Chénier          | Tosca                            | Nessuno                       | Katia Ricciarelli   |
| 2006                          | 42° | Aida                     | Il flauto magico        | Turandot                         | Il viaggio iniziatico         | Pier Luigi Pizzi    |
| 2007                          | 43° | Macbeth                  | Norma                   | Maria Stuarda                    | Il gioco dei potenti          | Pier Luigi Pizzi    |
| 2008                          | 44° | Carmen                   | Tosca                   | Cleopatra                        | La seduzione                  | Pier Luigi Pizzi    |
| 2009                          | 45° | Don Giovanni             | Madama Butterfly        | La traviata                      | L' inganno                    | Pier Luigi Pizzi    |
| 2010                          | 46° | La forza del destino     | Faust                   | I Lombardi alla prima crociata   | A maggior gloria di Dio       | Pier Luigi Pizzi    |
| 2011                          | 47° | Un ballo in maschera     | Rigoletto               | Così fan tutte                   | Libertà e destino             | Pier Luigi Pizzi    |
| 2012                          | 48° | La traviata              | La bohème               | Carmen                           | Allievi e maestri             | Francesco Micheli   |
| 2013                          | 49° | Nabucco                  | Il trovatore            | Il piccolo spazzacamino          | Muri e divisioni              | Francesco Micheli   |
| 2014                          | 50° | Aida                     | Tosca                   | La traviata                      | L' Opera è donna              | Francesco Micheli   |
| 2015                          | 51° | Rigoletto                | Cavalleria rusticana    | La bohème                        | Nutrire l'anima               | Francesco Micheli   |
| 2016                          | 52° | Otello                   | Norma                   | Il trovatore                     | Mediterraneo                  | Francesco Micheli   |
| 2017                          | 53° | Turandot                 | Madama Butterfly        | Aida                             | Oriente                       | Francesco Micheli   |
| 2018                          | 54° | Il flauto magico         | L'elisir d'amore        | La traviata                      | Verde Speranza                | Barbara Minghetti   |
| 2019                          | 55° | Carmen                   | Macbeth                 | Rigoletto                        | Rosso Desiderio               | Barbara Minghetti   |
| 2020                          | 56° | Il trovatore             | Don Giovanni            | Nessuna causa Covid-19           | Bianco Coraggio               | Barbara Minghetti   |
| 2021                          | 57° | Aida (100º anniversario) | La traviata             | Nessuna causa Covid-19           | I nostri primi cento          | Barbara Minghetti   |
| 2022                          | 58° | Tosca                    | The Circus & Pagliacci  | Il barbiere di Siviglia          | Un grande spettacolo          | Paolo Pinamonti     |
| 2023                          | 59° | Carmen                   | Lucia di Lammermoor     | La traviata                      | Nessuno                       | Paolo Pinamonti     |
| 2024                          | 60° | Turandot                 | Norma                   | La bohème                        | E qui la luna l'abbiam vicina | Paolo Gavazzeni     |
| 2025                          | 61° | La vedova allegra        | Rigoletto               | Macbeth                          | Nessuno                       | Marco Vinco         |

Direttori Artistici 
| N. edizioni | Direttore Artistico                |
| ----------- | ---------------------------------- |
| 20          | Carlo Perucci                      |
| 11          | Claudio Orazi                      |
| 6           | Pier Luigi Pizzi Francesco Micheli |
| 4           | Barbara Minghetti                  |
| 3           | Italo Gomez Katia Ricciarelli      |
| 2           | Marcello Abbado Paolo Pinamonti    |
| 1           | Paolo Gavazzeni Marco Vinco        |